# Егоров, Александр Николаевич (священник)
Алекса́ндр Никола́евич Его́ров (23 августа 1927, Москва — 5 марта 2000, Москва) — священнослужитель Русской православной церкви, митрофорный протоиерей, в течение 48 лет (1951—2000) служивший в храме Илии Обыденного в Москве.

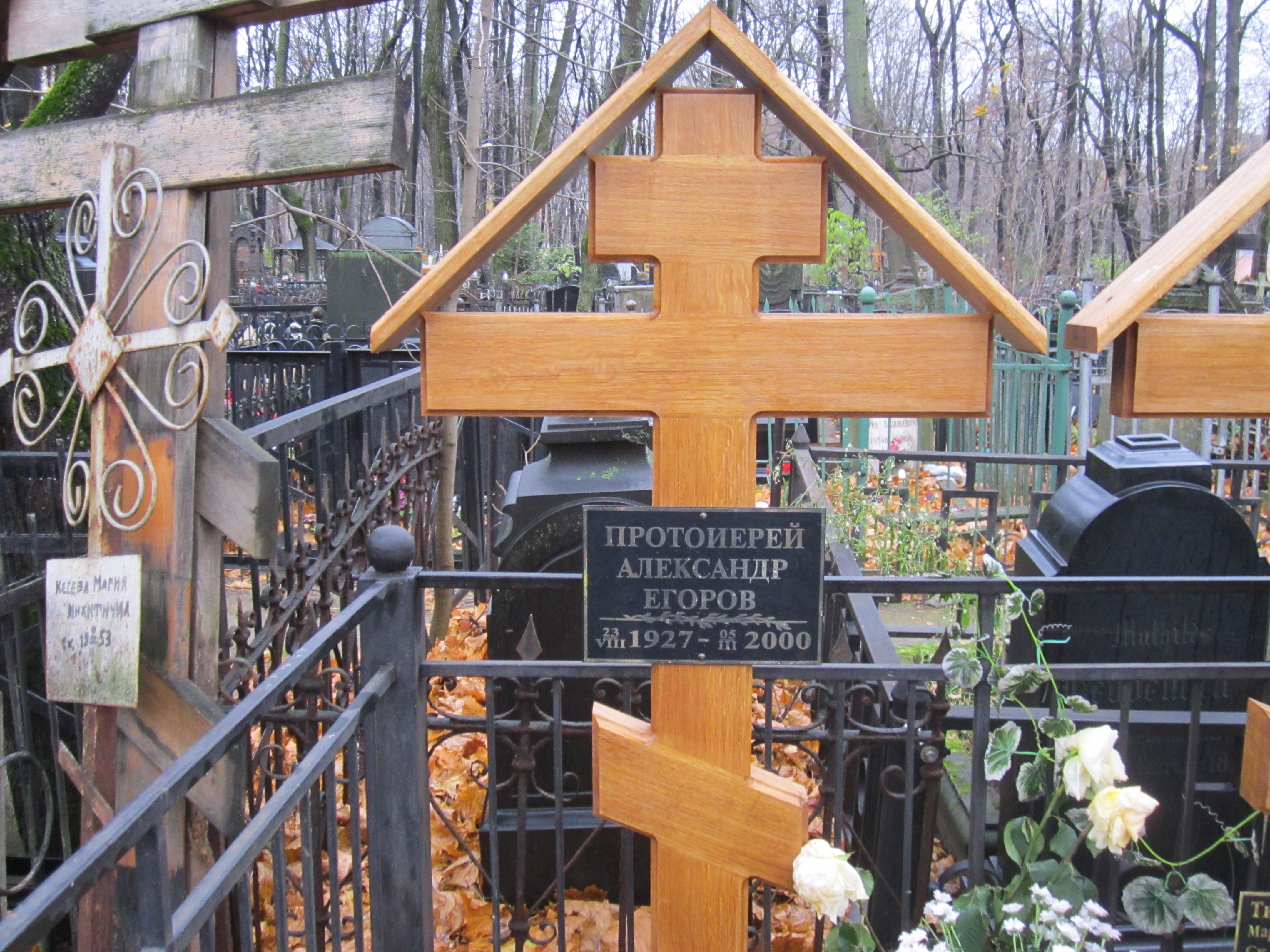

## Биография
Родился 23 августа 1927 года в селе Богородское в семье верующих рабочих Николая Никифоровича и Ольги Ивановны.
В 1941—1947 годах работал на заводе «Красный богатырь» и нёс послушание в храме Преображения Господня в Богородском. В 1947—1951 годах учился в Московской духовной семинарии.
В 1951 году, 19 сентября — в день праздника Чуда архистратига Михаила в Хонех, архиепископом Можайским Макарием (Даевым) был рукоположен в диакона, а через два дня, 21 сентября, в Богоявленском соборе Патриархом Алексием I — во пресвитера и назначен в Обыденский храм в Москве, где, начиная с первой службы 22 сентября, прошла вся его пастырская деятельность, длившаяся более 48 лет, — случай, уникальный в истории современной Русской Церкви.
Среди прочих, окормлял здесь и духовных чад протоиереев Алексия и Сергия Мечёвых, и последних монахинь закрытого Зачатьевского монастыря, членов других ликвидированных церковных общин Москвы.
Содействовал созданию при храме в 1989 году крупной церковно-приходской библиотеки, насчитывающей более 12 тысяч изданий. Участвовал в отборе колоколов для Храма Христа Спасителя.
Весной 1999 года тяжело заболел, и последнюю свою литургию отслужил в день Святой Троицы. Умер 5 марта 2000 года в Неделю о Страшном суде. Похоронен на Введенском кладбище Москвы (уч. 14).
Жена (с 18.06.1947) — Нина Васильевна, в девичестве Копылова. Дети — Николай, Сергей, Елена, Серафим.

## Награды
- Набедренник (1955)
- Митра (1988)
- Орден святого равноапостольного великого князя Владимира 2-й степени
- Орден святого преподобного Сергия Радонежского 2-й степени
- Орден святого благоверного князя Даниила Московского 3- степени